# Sjoerd Overgoor
Sjoerd Overgoor (Enschede, 6 settembre 1988) è un ex calciatore olandese, di ruolo centrocampista.

## Carriera
Debutta il 14 agosto 2009 nella vittoria per 3-0 contro il PSV. Fa il suo primo gol in campionato il 24 novembre 2010 nella vittoria 0-1 contro il Willem II, il suo gol risulta decisivo per la partita, nella stessa partita era subentrato al 57º al posto di Rydell Poepon.

## Palmarès
- Eerste Divisie: 2

De Graafschap: 2006-2007, 2009-2010